# 叶连娜岛
叶连娜岛（俄语：Остров Елены）是彼得大帝湾中的岛，位于符拉迪沃斯托克市中心以南约6.5公里处。南接诺维克湾，西连阿穆尔湾，北毗东博斯普鲁斯海峡，东望俄罗斯岛。属符拉迪沃斯托克城区。面积约144.8公顷，最高海拔99米。

## 历史
1898年东博斯普鲁斯海峡和诺维克湾之间建造通航运河之前，海伦娜岛是俄罗斯岛的萨皮奥尼半岛的一部分。一说，岛名是为了纪念位于俄罗斯岛的砖厂老板的女儿，历史学家不同意这个说法。一说，岛因与拿破仑·波拿巴的流放地圣赫勒拿岛视觉上相似。运河是为小型船只和船只从金角湾和博斯普鲁斯海峡东部到诺维克湾而设计的，可绕过经常暴风雨的阿穆尔湾。
从1880年到1905年，岛上建有符拉迪沃斯托克要塞，遗迹至今仍然存在。从1932年到1985年，岛上驻扎有无线电工程部队，任务是提取有关敌人的情报材料，并在之后的张鼓峰事件、諾門罕戰役、苏芬战争、苏德战争、八月风暴和朝鲜战争中执行战斗任务。1963年7月28日，在庆祝海军日的阅兵式上，两架图-16K飞机在俄罗斯岛上空在云层中相撞而坠毁，飞机残骸落在活人娜岛上，飞机机组人员12人死亡，一栋公寓住宅楼烧毁，两名居民死亡，另有两人被烧伤。直到1996年，进入岛受到限制。今天，岛上常住人口3人，夏季有游客参观，所有道路仍然保留近乎完好。有计划建造桥梁岛屿与连接起城市大陆符拉迪沃斯托克什科塔半岛上的埃格斯霍尔德角和俄罗斯岛。

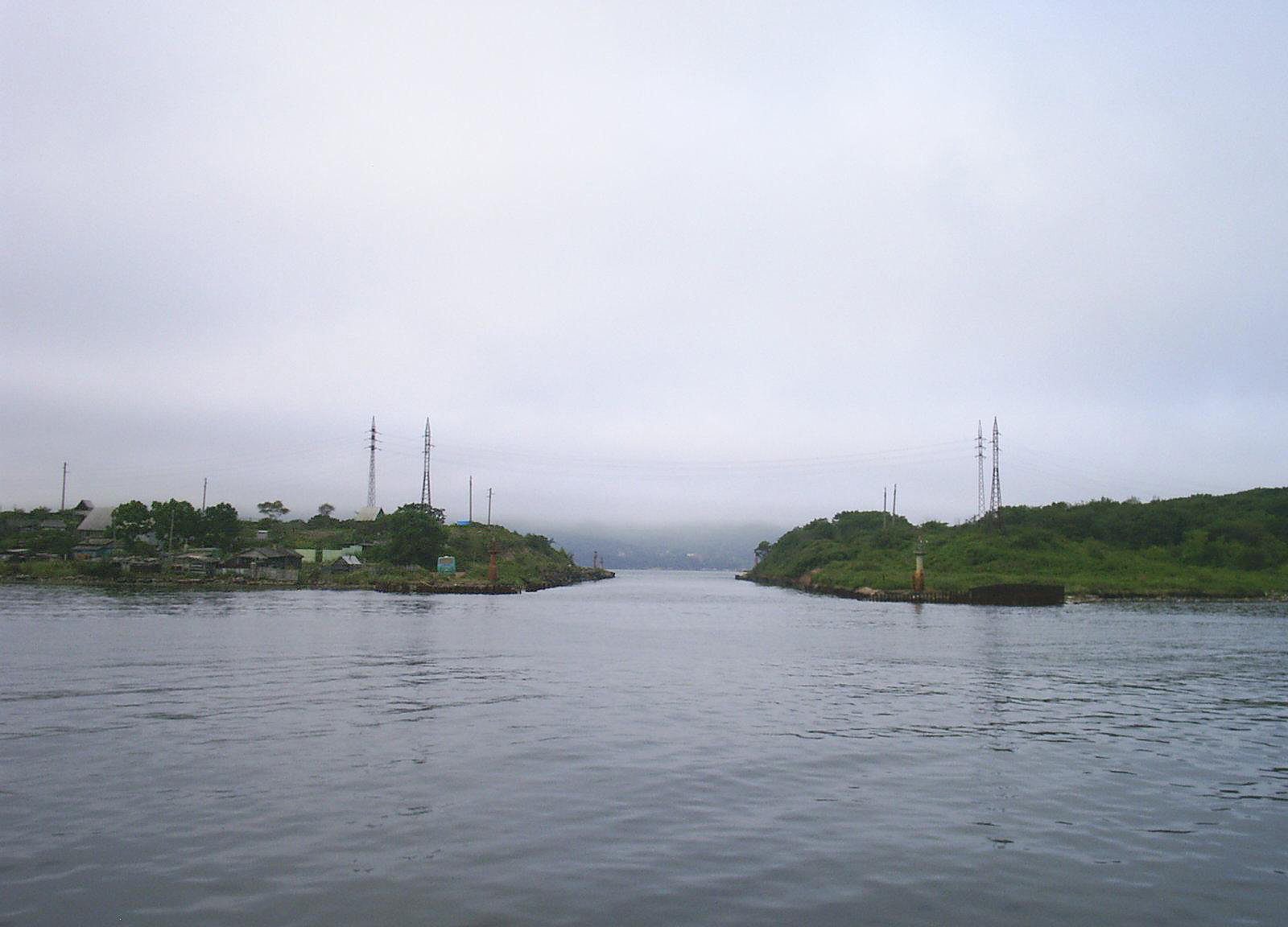
俄罗斯岛与海伦娜岛之间的运河
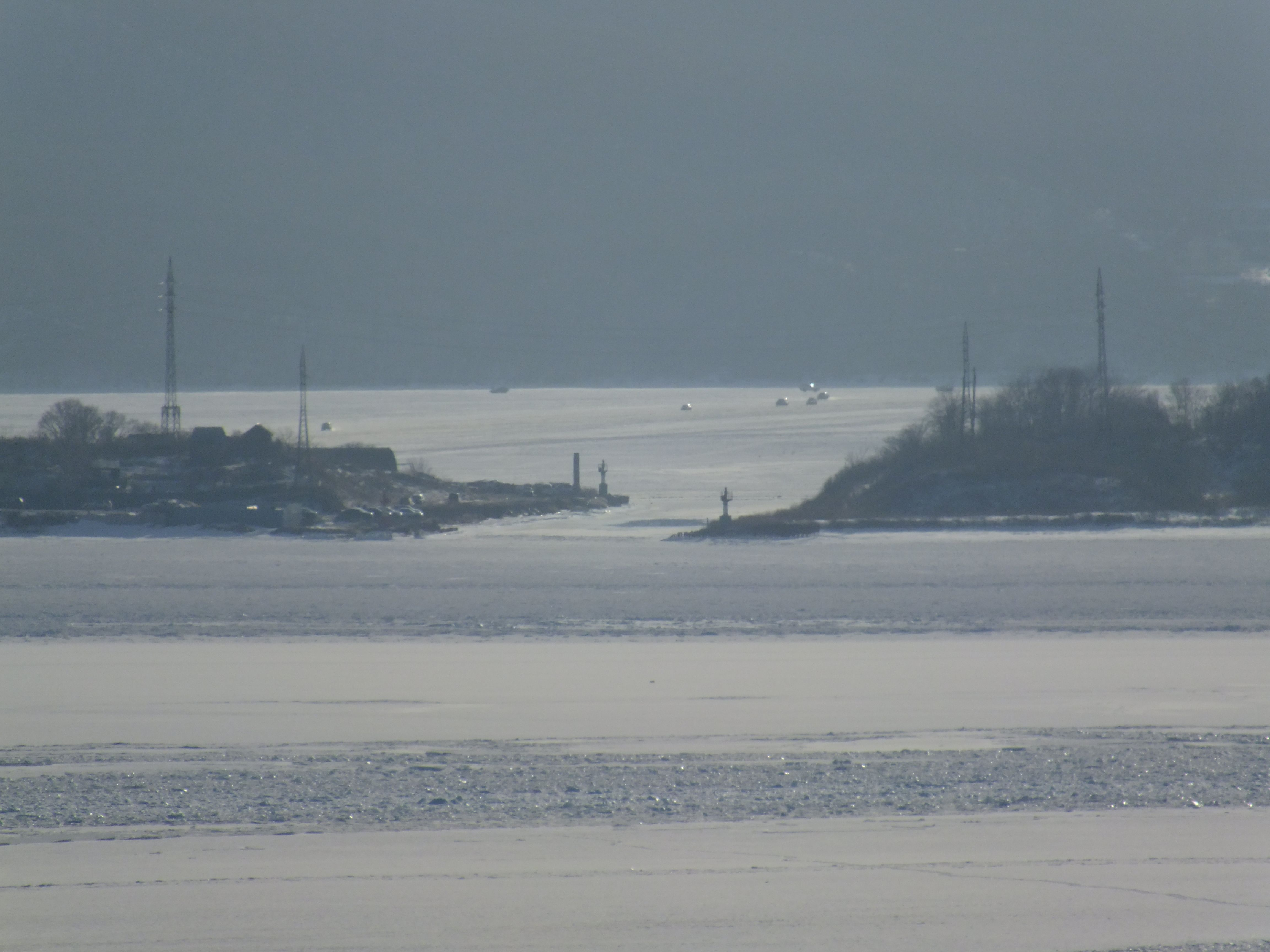
远眺俄罗斯岛与海伦娜岛之间的运河

## 生物资源
与俄罗斯岛相同，大部分领土覆盖着落叶林，以橡树、桦树、椴树和枫树为主。动物有不同种类的鸟类、蛇和狐狸，还发现了野狗。